# اسنیتسکی
اسنیتسکی (انگلیسی: Gene Snitsky؛ زادهٔ ۱۴ ژانویهٔ ۱۹۷۰) کشتی‌گیر کشتی حرفه‌ای، و بازیکن فوتبال آمریکایی اهل ایالات متحده آمریکا است.